# Граница Джонсона
Грани́ца Джо́нсона определяет предел мощности кода длины {\displaystyle n} и минимального расстояния {\displaystyle d}.

## Формулировка
Пусть {\displaystyle C} — {\displaystyle q}-чный код длины {\displaystyle n} над полем {\displaystyle \mathbb {F} =\mathrm {GF} (q)} или, другими словами, подмножество {\displaystyle \mathbb {F} _{q}^{n}}. Пусть {\displaystyle d} — минимальное расстояние кода {\displaystyle C}, то есть
{\displaystyle d=\min _{x,y\in C,\;x\neq y}{\mathsf {d}}(x,y)}
где {\displaystyle {\mathsf {d}}(x,y)} — расстояние Хэмминга между кодовыми словами {\displaystyle x} и {\displaystyle y}.
Пусть {\displaystyle C_{q}(n,d)} — множество всех {\displaystyle q}-чных кодов длины {\displaystyle n} и минимального расстояния {\displaystyle d} и пусть {\displaystyle C_{q}(n,d,w)} обозначает подмножество всех равновесных кодов в {\displaystyle C_{q}(n,d)}, иными словами, всех кодов, вес всех кодовых слов которых равен {\displaystyle w}.
Обозначим через {\displaystyle |C|} количество кодовых слов в {\displaystyle C}, а через {\displaystyle A_{q}(n,d)} — максимальную мощность кода длины {\displaystyle n} и минимального расстояния {\displaystyle d}, то есть
{\displaystyle A_{q}(n,d)=\max _{C\in C_{q}(n,d)}|C|.}
Похожим образом определим {\displaystyle A_{q}(n,d,w)} как максимальную мощность кода в {\displaystyle C_{q}(n,d,w)}:
{\displaystyle A_{q}(n,d,w)=\max _{C\in C_{q}(n,d,w)}|C|.}
Теорема 1 (Граница Джонсона для {\displaystyle A_{q}(n,d)}):
При {\displaystyle d=2t+1}
{\displaystyle A_{q}(n,d)\leq {\frac {q^{n}}{\sum _{i=0}^{t}{n \choose i}(q-1)^{i}+{\frac {{n \choose t+1}-{d \choose t}A_{q}(n,d,d)}{A(n,d,t+1)}}(q-1)^{t+1}}}.}
Примечание: для нахождения верхней границы на {\displaystyle A_{q}(n,d)} для чётных значений {\displaystyle d=2t} можно воспользоваться следующим равенством
{\displaystyle A_{q}(n,2t)=A_{q}(n-1,2t-1).}
 Теорема 2 (Граница Джонсона для {\displaystyle A_{q}(n,d,w)}):
При {\displaystyle d>2w}
{\displaystyle A_{q}(n,d,w)=1.}
При {\displaystyle d\leq 2w} пускай {\displaystyle t=\lceil {\frac {d}{2}}\rceil }, а также {\displaystyle q^{*}=q-1}, тогда
{\displaystyle A_{q}(n,d,w)\leq \lfloor {\frac {nq^{*}}{w}}\lfloor {\frac {(n-1)q^{*}}{w-1}}\lfloor \cdots \lfloor {\frac {(n-w+t)q^{*}}{t}}\rfloor \cdots \rfloor \rfloor ,}
где оператор {\displaystyle \lfloor ~~\rfloor } обозначает целую часть числа.
Примечание: подставляя границу теоремы 2 в теорему 1, мы получим верхнюю границу для {\displaystyle A_{q}(n,d)}.

## Доказательство первой теоремы
Пусть {\displaystyle C} — код длины {\displaystyle n}, мощности {\displaystyle M=A_{q}(n,d)} с минимальным расстоянием {\displaystyle d=2t+1}, содержащий нулевой вектор. Обозначим через {\displaystyle S_{i}} множество векторов, находящихся на расстоянии {\displaystyle i} от кода {\displaystyle C}, то есть
{\displaystyle S_{i}=\left\lbrace u\in F^{n}:\forall v\in C\ d(u,v)\geq i\wedge \exists w\in C\ d(w,u)=i\right\rbrace .}
Таким образом, {\displaystyle S_{0}=C}. Тогда {\displaystyle S_{0}\cup S_{1}\cup \dots \cup S_{d-1}=F^{n}}, так как если бы нашёлся вектор, находящийся на расстоянии {\displaystyle d} или больше от кода {\displaystyle C}, то мы могли бы добавить его к {\displaystyle C} и получить код ещё большей мощности. Поскольку множества {\displaystyle S_{0},S_{1},S_{2},\dots ,S_{t}} не пересекаются, то отсюда следует граница сферической упаковки. Для получения же искомой границы оценим мощность {\displaystyle S_{t+1}}.
Выберем произвольное кодовое слово {\displaystyle P} и соответствующим сдвигом кода переведём его в начало координат. Кодовые слова веса {\displaystyle d=2t+1} образуют равновесный код с минимальным расстоянием не менее {\displaystyle 2t+1}, и поэтому число кодовых слов веса {\displaystyle d} не превышает {\displaystyle A_{q}(n,2t+1,2t+1)=A_{q}(n,d,d)}.
Обозначим через {\displaystyle W_{t+1}} множество векторов {\displaystyle F^{n}} веса {\displaystyle t+1}. Любой вектор из {\displaystyle W_{t+1}} принадлежит либо {\displaystyle S_{t}}, либо {\displaystyle S_{t+1}}. Каждому кодовому слову {\displaystyle Q} веса {\displaystyle d} соответствуют {\displaystyle {d \choose t}} векторов веса {\displaystyle t+1}, находящиеся от {\displaystyle Q} на расстоянии {\displaystyle t}.
Все эти векторы различны и принадлежат множеству {\displaystyle W_{t+1}\cap S_{t}}. Следовательно,
{\displaystyle |W_{t+1}\cap S_{t+1}|=|W_{t+1}|-|W_{t+1}\cap S_{t}|\geq {n \choose t+1}(q-1)^{t+1}-{d \choose t}(q-1)^{t+1}A_{q}(n,d,d).}
Вектор {\displaystyle R} из множества {\displaystyle W_{t+1}\cap S_{t+1}} находится на расстоянии {\displaystyle t+1} не более чем от {\displaystyle A_{q}(n,d,t+1)} кодовых слов. Действительно, перенесём начало координат в точку {\displaystyle R} и подсчитаем, сколько кодовых слов может находиться от {\displaystyle R} на расстоянии {\displaystyle t+1} и иметь между собой расстояние Хэмминга {\displaystyle d}. Таковых по определению не должно быть больше {\displaystyle A_{q}(n,d,t+1)}. Стало быть, векторы из множества {\displaystyle W_{t+1}\cap S_{t+1}} могут учитываться не более {\displaystyle A_{q}(n,d,t+1)} раз, то есть каждому кодовому слову {\displaystyle P} соответствуют по крайней мере
{\displaystyle {\frac {{n \choose t+1}-{d \choose t}A_{q}(n,d,d)}{A(n,d,t+1)}}(q-1)^{t+1}}
различных векторов на расстоянии {\displaystyle t+1} от {\displaystyle P}.